# Osake wa fūfu ni natte kara
Osake wa fūfu ni natte kara (お酒は夫婦になってから n.đ.: Rượu bia làm nên vợ chồng) là một webmanga Nhật Bản được viết và minh hoạ bởi Crystal na Yōsuke. Nó ra mắt trong tạp chí manga miễn phí của Shogakukan có tên Yawaraka Spirits vào ngày 3 tháng 4 năm 2015 và hiện vẫn đang được đăng trên đó. Shogakukan bắt đầu biên soạn các chương riêng lẻ của manga thành các tập tankōbon vào ngày 9 tháng 10 năm 2015 dưới nhãn Big Spirits Comic Special, và bảy tập đã được xuất bản tính đến  tháng 9 năm 2017. Một loạt phim truyền hình anime được thích nghi bởi Creators in Pack được phát sóng từ ngày 3 tháng 10 đến ngày 26 tháng 12 năm 2017.

## Nhân vật
Mizusawa Chisato (水沢 千里)
Lồng tiếng bởi: Kitamura Eri
Một trưởng phòng luôn cố gắng thể hiện sự mẫu mực trong công việc. Mặc dù cô thích rượu bia, nhưng không dám đi nhậu với đồng nghiệp vì cô sợ bị lộ tính cách trẻ con của mình khi say. Điều này cô chỉ thể hiện trước mặt chồng mình là Sora, khi anh pha cho cô những ly cocktail khi cô đi làm về.
Mizusawa Sora (水沢 壮良)
Lồng tiếng bởi: Ichiki Mitsuhiro
Người chồng nội trợ của Chisato. Anh dọn dẹp nhà cửa, chuẩn bị bữa ăn và cocktail cho Chisato khi cô đi làm về. Trước đây là người pha chế rượu tại quá bar, anh quen Chisato trong một lần cô đến quán để giải sầu và uống cocktail anh pha. Sau đó hai người hẹn hò và kết hôn.
Shiraishi Yui (白石 結)
Lồng tiếng bởi: Asai Ayaka
Sakurai Koharu (桜井 小春)
Lồng tiếng bởi: Nakata Arisa

## Đa phương tiện

### Manga
Shogakukan đã xuất bản tập manga đầu tiên vào ngày 9 tháng 10 năm 2015, và bảy tập đã có trong bản in tính đến  tháng 9 năm 2017.

#### Danh sách các tập
| # | Ngày phát hành       | ISBN              |
| - | -------------------- | ----------------- |
| 1 | 9 tháng 10 năm 2015  | 978-4-09-187250-0 |
| 2 | 12 tháng 1 năm 2016  | 978-4-09-187384-2 |
| 3 | 12 tháng 5 năm 2016  | 978-4-09-187685-0 |
| 4 | 12 tháng 8 năm 2016  | 978-4-09-187814-4 |
| 5 | 12 tháng 12 năm 2016 | 978-4-09-189310-9 |
| 6 | 12 tháng 5 năm 2017  | 978-4-09-189459-5 |
| 7 | 29 tháng 9 năm 2017  | 978-4-09-189670-4 |

### Anime
Một bộ phim truyền hình anime thích nghi được công bố vào ngày 29 tháng 4 năm 2017 bởi Creators in Pack. Loạt anime này được phát sóng từ 3 tháng 10 đến 26 tháng 12 năm 2017, trên hệ thống Tokyo MX và SUN. Giám đốc tài chính của bộ truyện là Hirasawa Hisayoshi và đạo diễn là Tachibana Saori. Hatanaka Taichi là nhà chuyển thể anime từ bộ manga, còn Hanai Yuzuko là giám đốc nhiếp ảnh. Bài hát mở đầu có tiêu đề "Don't Let Me Down" được trình bày bởi Cellchrome. Crunchyroll đã thông báo rằng họ sẽ phát trực tuyến loạt phim này kèm theo phụ đề tiếng Anh. Vào ngày 5 tháng 5 năm 2018, bộ phim thông báo sẽ có một tập thứ mười bốn.

#### Danh sách các tập
| STT | Tiêu đề                                                       | Ngày phát sóng chính thức |
| --- | ------------------------------------------------------------- | ------------------------- |
| 1   | "Plum Splet" "Ume Supureddo" (梅スプレッド)                   | 3 tháng 10 năm 2017       |
| 2   | "Orange Breeze" "Mikan Burīze" (みかんブリーゼ)               | 10 tháng 10 năm 2017      |
| 3   | "Cinderella" "Shinderera" (シンデレラ)                        | 17 tháng 10 năm 2017      |
| 4   | "Spritzer" "Supurittsā" (スプリッツァー)                      | 24 tháng 10 năm 2017      |
| 5   | "Cocktail chuối đặc biệt" "Banana Kakuteru" (バナナカクテル)  | 31 tháng 10 năm 2017      |
| 6   | "Bellini" "Berīni" (ベリーニ)                                 | 7 tháng 11 năm 2017       |
| 7   | "Cà phê Irish" "Airisshukōhī" (アイリッシュコーヒー)          | 14 tháng 11 năm 2017      |
| 8   | "Sake Trứng" "Tamagozake" (玉子酒)                            | 21 tháng 11 năm 2017      |
| 9   | "Zoom" "Zūmu" (ズーム)                                        | 28 tháng 11 năm 2017      |
| 10  | "Shandygaff" "Shandigafu" (シャンディガフ)                    | 5 tháng 12 năm 2017       |
| 11  | "Ngày mưa" "Ame no Yoru ni" (雨の夜に)                        | 12 tháng 12 năm 2017      |
| 12  | "Lần đầu" "Fāsutotaimu" (ファーストタイム)                    | 19 tháng 12 năm 2017      |
| 13  | "Cocktail xoài đông lạnh" "Mangōfurōzun" (マンゴーフローズン) | 26 tháng 12 năm 2017      |